# Tommy Boy
Tommy Boy (br: Mong & Lóide) é um filme americano de 1995, uma comédia escrita pelos irmãos Bonnie e Terry Turner e dirigido por Peter Segal, estrelando os comediantes Chris Farley e David Spade. O filme, distribuído pela Paramount Pictures, estreou em 31 de março daquele ano, dois anos antes da morte de Farley. O produtor foi Lorne Michaels, criador do programa de televisão Saturday Night Live no qual ambos faziam parte.

## Sinopse
Tommy chega da faculdade para assumir os negócios do pai e descobre que tem uma nova madrasta. O pai morreu e, enganado por seus novos 'familiares', junta-se a um contador trapalhão para tentar recuperar o que perdeu.

## Elenco
| Ator/Atriz    | Papel                       |
| ------------- | --------------------------- |
| Chris Farley  | Thomas "Tommy" Callahan III |
| David Spade   | Richard Hayden              |
| Bo Derek      | Beverly Barish              |
| Dan Aykroyd   | Ray Zalinsky                |
| Brian Dennehy | Thomas "Big Tom" Callahan   |
| Ron James     | Segurança do Banco          |
| Michael Cram  | Frat Boy                    |
| Rob Lowe      | Paul Barish (não creditado) |

## Trilha sonora
1. "I Love It Loud (Injected Mix)" - escrita por Gene Simmons e Vinnie Vincent, cantada pelos Phunk Junkeez
2. Graduation - David Spade
3. "Silver Naked Ladies" - Paul Westerberg
4. Lalaluukee - David Spade
5. "Call On Me" - Primal Scream
6. How Do I Look? - David Spade
7. "Wait For The Blackout" - escrita por The Damned, cantada por Goo Goo Dolls
8. Bong Resin - David Spade
9. "My Hallucination" - Tommy Shaw e Jack Blades
10. "Air" - escrita por Pamela Laws e Nancy Hess, cantada por Seven Day Diary
11. Fat Guy In Little Coat - Chris Farley
12. "Superstar" - escrita por Leon Russell, Delaney Bramlett, e Bonnie Bramlett, cantada por Carpenters
13. Jerk Motel - David Spade
14. "Is Chicago, Is Not Chicago" - Soul Coughing
15. My Pretty Little Pet - David Spade
16. "Come On Eileen" - Dexys Midnight Runners
17. It's the End of the World as We Know It - R.E.M.
18. "Eres tú" - escrita por Juan Carlos Calderón, cantada por Mocedades
19. Housekeeping - David Spade
20. "My Lucky Day" - Smoking Popes
21. "Poop" - David Spade
22. "What'd I Say" - cantada por Ray Charles
23. "Maniac" - escrita por Michael Sembello e Dennis Matkosky
24. "Ain't Too Proud To Beg" - escrita por Eddie Holland e Norman Whitfield, cantada por Louis Price
25. "Amazing Grace" - cantada por The Pipes and Drums e Military of The King's Own Scottish Borderers
26. "Crazy" - escrita por Willie Nelson, cantada por Patsy Cline
27. "I'm Sorry" - escrita por Ronnie Self e Dub Allbritten, cantada por Brenda Lee
28. "Ooh Wow" - escrita por Sidney Cooper, cantada por Buckwheat Zydeco
29. "The Future's So Bright, I Gotta Wear Shades" - escrita por Pat MacDonald, cantada por Timbuk 3
30. "The Merry-Go-Round Broke Down" - Cliff Friend e Dave Franklin